# Apodemia cythera
Apodemia cythera är en fjärilsart som beskrevs av Edwards 1873. Apodemia cythera ingår i släktet Apodemia och familjen Riodinidae. Inga underarter finns listade i Catalogue of Life.